# Sanetschhorn
Das Sanetschhorn (frz. Mont Brun) ist ein 2924 m hoher Berg in der Gebirgsgruppe Les Diablerets in den Waadtländer Alpen, dem südwestlichsten Teil der Berner Alpen. Es ist der Hauptgipfel des Bergmassivs südlich von Gsteig bei Gstaad.

## Geografie
Die Berggruppe um das Sanetschhorn liegt nahe der Europäischen Hauptwasserscheide zwischen den Flussgebieten der Rhone im Süden und des Rheins im Norden. Die Wasserscheide verläuft vom Sanetschpass nach Westen zum Südwestgrat des Sanetschhorns und weiter zum Oldenhorn. Das Sanetschhorn dominiert den Sanetschpass auf dessen westlichen Seite.
Über den Grat vom Oldenhorn nach Osten zum Sanetschhorn und weiter zu den nördlich gelegenen Gipfeln Gstellihorn (frz. Dent Blanche; 2820 m) und Schluchhorn (2582 m) verläuft die Grenze zwischen den Kantonen Bern und Waadt. Weitere bedeutende Gipfel der Berggruppe um das Sanetschhorn sind Les Mountons (2568 m), der Bergstock Les Fours (2566 m) und das Mittaghorn (2333 m).
Unterhalb der Südflanke des Sanetschhorns liegt die weite, verkarstete Felslandschaft Lapis de Zanfleuron, die vom stark zurückweichenden Tsanfleurongletscher im 20. Jahrhundert freigegeben wurde. Die Gletscherzunge des Tsanfleurongletschers liegt heute unter dem südwestlichen Ende des Südwestgrats des Sanetschhorns. Westlich davon floss das Eis des Tsanfleurongletschers bis zu Beginn des 20. Jahrhunderts noch am Oldensattel über die Wasserscheide nach Norden ein kleines Stück in das Oldental und das Quellgebiet des Oldenbachs hinunter.
Südöstlich des Sanetschhorns liegt in einer Block- und Moränenschuttlandschaft die Quelle der Saane, die nordwestlich an der Passhöhe des Sanetschpasses vorbei und mehrere Kilometer weit über die Sanetschalp in den nördlich gelegenen, aufgestauten Sanetschsee fliesst.